# Королева Зубная щётка
«Королева Зубная щётка» — советский рисованный мультипликационный фильм для детей, созданный режиссёром Николаем Фёдоровым в 1962 году по мотивам одноимённой сказки Софьи Могилевской.

## Сюжет
Диктор говорит, чтобы маленькая грязнуля (в книге девочку звали Маша, а в мультфильме имя не упоминается) умылась, но та всячески отвергала мытьё: откидывала в сторону и мыло, и мочалку, и зубную щётку с зубным порошком, и даже гребешок. Когда диктор сказал, что придётся позвать другую девочку, грязнуля нехотя согласилась вымыть руки. От мыла образуется мыльный пузырь, который не может оторваться из-за грязи и просит девочку сдуть его, но в итоге раздувается из-за сильного дуновения девочки и уносит её в пустыню зубного порошка — сказочную страну королевы Зубной щётки, после чего лопается от смеха. Грязнуля, попав в пустыню, разрыдалась. Из-под земли выходит гребешок с зубчиком, сломанным от удара об пол, и решает оставить девочку «до самой старости», но она говорит, что хочет вернуться домой. Тогда гребешок ведёт девочку во дворец к королеве Зубной щётке.
По дороге девочке и гребешку встречается пост чистоты, где живут тётушка Мочалка и дедушка Мыло. Увидев грязнулю в бинокль, Мочалка звонит Мылу по телефону и сообщает, что возле поста грязнуля, тогда Мыло на своей лодке-мыльнице моментально доставляет девочку и гребешка на пост чистоты. Там грязнуля спрашивает у Мочалки, как пройти к королеве Зубной щётке, но Мочалка говорит, что «такую замарашку не пустят к королеве Зубной щётке». И грязнуля нехотя соглашается помыться. Выкупав девочку (применив для этого игрушечных зверюшек из мыла), Мочалка и Мыло прокладывают дорогу из полотенца во дворец королевы Зубной щётки.
Бывшая грязнуля с гребешком попадают по дороге в гребешковый лес, где на пути встали ножницы и щипцы, предлагающие подстричь или завить. Но девочка с гребешком отказываются от предложений ножниц и щипцов, и они обижаются и уходят. Деревья с гребешками причёсывают девочку, а в конце леса одна из бабочек садится бывшей грязнуле на голову и притворяется бантиком.
Пройдя несколько испытаний и научившись аккуратности и правилам гигиены, девочка оказывается перед дворцом королевы Зубной щётки. Перед тем как впустить девочку с гребешком, стражники проверяют руки. Поскольку руки у девочки оказались чистыми, стражники впускают её первую. А гребешок плюёт в свои руки, желая тоже сделать их чистыми, и моментально проскакивает во дворец.
Во дворце королевы Зубной Щётки разыгрывается представление, после которого девочка с гребешком подходят к трону королевы Зубной щётки. Она помогает девочке вернуть утерянную зубную щётку и вернуться домой.
В финале бывшая грязнуля оказывается у себя дома и наводит порядок в ванной комнате. Вновь появляется мыльный пузырь, и между ним и девочкой происходит диалог:

— Я же тебе говорил, что мыльные пузыри — самые прочные вещи на свете.

— Но ведь сказка кончилась. Как же ты можешь со мной разговаривать?

— Сказка кончилась для тебя, а для меня нет. Ведь правда, а?
Затем пузырь смеётся и лопается, после чего показываются бывшая грязнуля и слово «Конец».

## Создатели
| автор сценария             | Вадим Коростылёв |
| режиссёр                   | Николай Фёдоров |
| художник-постановщик       | Мария Рудаченко |
| оператор                   | Екатерина Ризо |
| композитор                 | Мераб Парцхаладзе |
| звукооператор              | Николай Прилуцкий |
| ассистенты режиссёра       | Нина Орлова, М. Русанова |
| художники-мультипликаторы: | Виолетта Карп, Наталия Богомолова, Борис Бутаков, Вячеслав Котёночкин, Татьяна Фёдорова, Майя Бузинова, Иосиф Доукша, Владимир Балашов, Борис Чани, Константин Малышев, Леонид Носырев(в титрах не указан) |
| декоратор                  | Ирина Светлица |
| редактор                   | Раиса Фричинская |
| директор картины           | Г. Кругликов |

## Роли озвучивали
- Николай Литвинов — от автора (нет в титрах)
- Галина Новожилова — девочка (нет в титрах)
- Зинаида Бокарёва — гребешок (нет в титрах)
- Георгий Вицин — дедушка Мыло (нет в титрах)
- Елена Понсова — тётушка Мочалка / королева Зубная щётка (нет в титрах)
- Юрий Хржановский — мыльный пузырь / ножницы / щипцы для завивки волос / стражники (нет в титрах)